# Copa Asiática Sub-17 de la AFC de 2023
La Copa Asiática Sub-17 de la AFC de 2023 fue la vigésima edición de la Copa Asiática Sub-17 de la AFC de la AFC (incluidas las ediciones anteriores del Campeonato Sub-16 de la AFC y el Campeonato Sub-17 de la AFC), el campeonato bienal internacional de fútbol juvenil organizado por la Confederación Asiática de Fútbol (AFC) para las selecciones nacionales masculinas sub-17 de Asia.
Esta edición fue la primera desde 2006 que se jugó como un torneo sub-17, ya que la AFC propuso cambiar el torneo de sub-16 a sub-17 a partir de 2023. Además, el torneo también pasó de ser Campeonato Sub-16 de la AFC a Copa Asiática Sub-17 de la AFC. El 25 de enero de 2021, la AFC anunció que Baréin conservaría los derechos de sede para la edición de 2023 tras la cancelación del Campeonato Sub-16 de la AFC 2020 debido a la pandemia de covid-19. El 16 de junio se anunció que Baréin había renunciado a la organización del torneo, por lo que otra sede debía ser escogida. El 23 de diciembre de 2022 se confirmó a Tailandia como nueva sede del torneo.
Un total de 16 equipos jugaron en el torneo. Los cuatro mejores equipos del torneo se clasificaron para la Copa Mundial de Fútbol Sub-17 de 2023 como representantes de la AFC junto con el anfitrión Indonesia.
Japón fue el defensor del título, habiendo ganado la edición de 2018 y reteniendo la corona con su cuarto título en la categoría.

## Clasificación
Los partidos de clasificación se jugaron entre el 1 y el 9 de octubre de 2022.

## Equipos clasificados
| Afganistán     | China         | Japón     | Tayikistán |
| Arabia Saudita | Corea del Sur | Laos      | Uzbekistán |
| Australia      | India         | Malasia   | Vietnam    |
| Catar          | Irán          | Tailandia | Yemen      |

## Sedes
El torneo se disputó en tres ciudades/provincias de Tailandia.
| Bangkok             | Bangkok Chonburi Pathum Thani | Pathum Thani      |
| ------------------- | ----------------------------- | ----------------- |
| Estadio Rajamangala | Bangkok Chonburi Pathum Thani | Estadio BG        |
| Capacidad: 49 722   | Bangkok Chonburi Pathum Thani | Capacidad: 10 114 |
|                     | Bangkok Chonburi Pathum Thani |                   |
| Rangsit             | Bangkok Chonburi Pathum Thani | Chonburi          |
| Estadio Thammasat   | Bangkok Chonburi Pathum Thani | Estadio Chonburi  |
| Capacidad: 25 000   | Bangkok Chonburi Pathum Thani | Capacidad: 8680   |
|                     | Bangkok Chonburi Pathum Thani |                   |

## Sorteo
Los 16 equipos se sortearon en cuatro grupos de cuatro equipos, con los equipos ubicados de acuerdo con su desempeño en el Campeonato Sub-16 de la AFC 2018 y en la clasificación a dicho certamen, con los anfitriones, Tailandia, colocados automáticamente y asignados a la posición A1 en el sorteo. El sorteo se llevó a cabo y el calendario de partidos se confirmó el 30 de marzo de 2023 en Bangkok, Tailandia.
| Bombo 1                                  | Bombo 2                    | Bombo 3                                   | Bombo 4                     |
| ---------------------------------------- | -------------------------- | ----------------------------------------- | --------------------------- |
| Tailandia Japón Tayikistán Corea del Sur | Australia India Irán Yemen | Malasia Vietnam Afganistán Arabia Saudita | China Uzbekistán Catar Laos |

## Fase de grupos
Luego de una liguilla simple, a una sola rueda de partidos, pasaron a segunda ronda los equipos que ocuparon las posiciones primera y segunda de cada grupo.
En caso de empate en puntos en cualquiera de las posiciones, la clasificación se determinó siguiendo en orden los siguientes criterios:
1. El resultado del enfrentamiento directo jugado entre los empatados.
2. Diferencia de goles.
3. Cantidad de goles marcados.
4. Tiros desde el punto penal (solo aplicaba para dos equipos igualados y que se enfrentaban en la última fecha de la fase de grupos).
5. Menor número de tarjetas rojas.
6. Menor número de tarjetas amarillas.
7. Por sorteo.

     – Clasificados a la fase final.
Los horarios corresponden a la hora de Tailandia (UTC+7).

### Grupo A
| Equipo    | Pts | PJ | PG | PE | PP | GF | GC | Dif |
| --------- | --- | -- | -- | -- | -- | -- | -- | --- |
| Tailandia | 9   | 3  | 3  | 0  | 0  | 6  | 1  | 5   |
| Yemen     | 6   | 3  | 2  | 0  | 1  | 6  | 2  | 4   |
| Malasia   | 3   | 3  | 1  | 0  | 2  | 2  | 8  | –6  |
| Laos      | 0   | 3  | 0  | 0  | 3  | 3  | 6  | –3  |

| 15 de junio | Yemen                                                                  | 4:0 (2:0) | Malasia | Estadio Thammasat, Rangsit                             |                                                        |
| 17:00       | - Al-Khader 21' - Abbas 31' - Al-Turaiqi 48' (pen.) - Adnan 88' (a.g.) | Reporte   |         | Asistencia: 129 espectadores Árbitro(s): Payam Heidari | Asistencia: 129 espectadores Árbitro(s): Payam Heidari |

| 15 de junio | Tailandia                        | 2:1 (1:1) | Laos       | Estadio BG, Pathum Thani                                 |                                                          |
| 19:00       | - Dutsadee 12' - Chanothai 90+5' | Reporte   | Peeter 26' | Asistencia: 1135 espectadores Árbitro(s): Kim Jong-hyeok | Asistencia: 1135 espectadores Árbitro(s): Kim Jong-hyeok |

| 18 de junio | Laos          | 1:2 (0:1) | Yemen                               | Estadio Thammasat, Rangsit                                |                                                           |
| 17:00       | Panyavong 55' | Reporte   | - Abbas 28' - Al-Turaiqi 75' (pen.) | Asistencia: 122 espectadores Árbitro(s): Rustam Lutfullin | Asistencia: 122 espectadores Árbitro(s): Rustam Lutfullin |

| 18 de junio | Malasia | 0:3 (0:1) | Tailandia                                           | Estadio BG, Pathum Thani                               |                                                        |
| 19:00       |         | Reporte   | - Pacharaphol 45+2' - Chanasorn 54' - Chanothai 78' | Asistencia: 1515 espectadores Árbitro(s): Ahmed Al-Ali | Asistencia: 1515 espectadores Árbitro(s): Ahmed Al-Ali |

| 21 de junio | Tailandia      | 1:0 (0:0) | Yemen | Estadio BG, Pathum Thani                                  |                                                           |
| 19:00       | Tanakrit 90+6' | Reporte   |       | Asistencia: 1370 espectadores Árbitro(s): Pranjal Banerji | Asistencia: 1370 espectadores Árbitro(s): Pranjal Banerji |

| 21 de junio | Malasia       | 2:1 (1:1) | Laos         | Estadio Thammasat, Rangsit                                |                                                           |
| 19:00       | Disa 43', 78' | Reporte   | Keohanam 12' | Asistencia: 135 espectadores Árbitro(s): Nasrullo Kabirov | Asistencia: 135 espectadores Árbitro(s): Nasrullo Kabirov |

### Grupo B
| Equipo        | Pts | PJ | PG | PE | PP | GF | GC | Dif |
| ------------- | --- | -- | -- | -- | -- | -- | -- | --- |
| Irán          | 7   | 3  | 2  | 1  | 0  | 8  | 1  | 7   |
| Corea del Sur | 6   | 3  | 2  | 0  | 1  | 10 | 3  | 7   |
| Afganistán    | 3   | 3  | 1  | 0  | 2  | 3  | 11 | –8  |
| Catar         | 1   | 3  | 0  | 1  | 2  | 2  | 8  | –6  |

| 16 de junio | Corea del Sur                                                                  | 6:1 (3:1) | Catar       | Estadio BG, Pathum Thani                             |                                                      |
| 19:00       | - Kim Myung-jun 12' (pen.), 46', 60' - Baek In-woo 20', 55' - Yun Do-young 31' | Reporte   | Babiker 15' | Asistencia: 111 espectadores Árbitro(s): Shen Yinhao | Asistencia: 111 espectadores Árbitro(s): Shen Yinhao |

| 16 de junio | Irán                                                                           | 6:1 (3:1) | Afganistán | Estadio Rajamangala, Bangkok                     |                                                  |
| 21:00       | - Nafari 28' - Gholizadeh 32' (pen.), 51' - Taheri 45+4', 48' - Ghandipour 89' | Reporte   | Niazi 36'  | Asistencia: 73 espectadores Árbitro(s): Ali Reda | Asistencia: 73 espectadores Árbitro(s): Ali Reda |

| 19 de junio | Afganistán | 0:4 (0:3) | Corea del Sur                                                   | Estadio BG, Pathum Thani                                 |                                                          |
| 19:00       |            | Reporte   | - Lim Hyun-sub 13' - Noorzai 24' (a.g.) - Yun Do-young 34', 54' | Asistencia: 170 espectadores Árbitro(s): Thoriq Alkatiri | Asistencia: 170 espectadores Árbitro(s): Thoriq Alkatiri |

| 19 de junio | Catar | 0:0     | Irán | Estadio Rajamangala, Bangkok                            |                                                         |
| 21:00       |       | Reporte |      | Asistencia: 83 espectadores Árbitro(s): Omar Al-Yaqoubi | Asistencia: 83 espectadores Árbitro(s): Omar Al-Yaqoubi |

| 22 de junio | Corea del Sur | 0:2 (0:2) | Irán                       | Estadio BG, Pathum Thani                                |                                                         |
| 21:00       |               | Reporte   | - Andarz 18' - Sadeghi 19' | Asistencia: 264 espectadores Árbitro(s): Ahmed Mohammad | Asistencia: 264 espectadores Árbitro(s): Ahmed Mohammad |

| 22 de junio | Afganistán     | 2:1 (2:1) | Catar          | Estadio Rajamangala, Bangkok                     |                                                  |
| 21:00       | Hotak 18', 40' | Reporte   | Al-Shaaibi 26' | Asistencia: 78 espectadores Árbitro(s): Ali Reda | Asistencia: 78 espectadores Árbitro(s): Ali Reda |

### Grupo C
| Equipo         | Pts | PJ | PG | PE | PP | GF | GC | Dif |
| -------------- | --- | -- | -- | -- | -- | -- | -- | --- |
| Arabia Saudita | 9   | 3  | 3  | 0  | 0  | 7  | 0  | 7   |
| Australia      | 6   | 3  | 2  | 0  | 1  | 7  | 5  | 2   |
| Tayikistán     | 1   | 3  | 0  | 1  | 2  | 1  | 5  | –4  |
| China          | 1   | 3  | 0  | 1  | 2  | 4  | 9  | –5  |

| 16 de junio | Australia | 0:2 (0:0) | Arabia Saudita                   | Estadio Chonburi, Chonburi                              |                                                         |
| 17:00       |           | Reporte   | - Al-Bishri 56' - Al-Jadaani 86' | Asistencia: 95 espectadores Árbitro(s): Omar Al-Yaqoubi | Asistencia: 95 espectadores Árbitro(s): Omar Al-Yaqoubi |

| 16 de junio | Tayikistán  | 1:1 (1:1) | China          | Estadio Chonburi, Chonburi                                |                                                           |
| 21:00       | Gafurov 36' | Reporte   | Wang Yudong 6' | Asistencia: 373 espectadores Árbitro(s): Pranjal Banerjee | Asistencia: 373 espectadores Árbitro(s): Pranjal Banerjee |

| 19 de junio | China                                     | 3:5 (2:4) | Australia                                                           | Estadio Chonburi, Chonburi                                  |                                                             |
| 17:00       | - Wang Yudong 14', 62' - Jiwen Kuai 45+7' | Reporte   | - Irankunda 9', 18' - De Abreu 12' - Glasson 25' - Amanatidis 90+8' | Asistencia: 215 espectadores Árbitro(s): Ahmed Eisa Darwish | Asistencia: 215 espectadores Árbitro(s): Ahmed Eisa Darwish |

| 19 de junio | Arabia Saudita | 2:0 (0:0) | Tayikistán | Estadio Chonburi, Chonburi                             |                                                        |
| 21:00       | Haji 63', 90'  | Reporte   |            | Asistencia: 72 espectadores Árbitro(s): Kim Jong-hyeok | Asistencia: 72 espectadores Árbitro(s): Kim Jong-hyeok |

| 22 de junio | Tayikistán | 0:2 (0:0) | Australia                       | Estadio Rajamangala, Bangkok                                   |                                                                |
| 17:00       |            | Reporte   | - Bennie 68' - Amanatidis 90+9' | Asistencia: 128 espectadores Árbitro(s): Thoriq Munir Alkatiri | Asistencia: 128 espectadores Árbitro(s): Thoriq Munir Alkatiri |

| 22 de junio | Arabia Saudita                                       | 3:0 (1:0) | China | Estadio Chonburi, Chonburi                                   |                                                              |
| 17:00       | - Al-Muwallad 45' - Al-Bishri 79' - Al-Yuhaybi 90+2' | Reporte   |       | Asistencia: 233 espectadores Árbitro(s): Mongkolchai Pechsri | Asistencia: 233 espectadores Árbitro(s): Mongkolchai Pechsri |

### Grupo D
| Equipo     | Pts | PJ | PG | PE | PP | GF | GC | Dif |
| ---------- | --- | -- | -- | -- | -- | -- | -- | --- |
| Japón      | 7   | 3  | 2  | 1  | 0  | 13 | 5  | 8   |
| Uzbekistán | 7   | 3  | 2  | 1  | 0  | 3  | 1  | 2   |
| India      | 1   | 3  | 0  | 1  | 2  | 5  | 10 | –5  |
| Vietnam    | 1   | 3  | 0  | 1  | 2  | 1  | 6  | –5  |

| 17 de junio | Japón        | 1:1 (1:0) | Uzbekistán | Estadio Rajamangala, Bangkok                                 |                                                              |
| 17:00       | Michiwaki 8' | Reporte   | Saidov 83' | Asistencia: 421 espectadores Árbitro(s): Mongkolchai Pechsri | Asistencia: 421 espectadores Árbitro(s): Mongkolchai Pechsri |

| 17 de junio | India        | 1:1 (0:1) | Vietnam             | Estadio Thammasat, Rangsit                                |                                                           |
| 19:00       | M. Singh 69' | Reporte   | Lê Đình Long Vũ 44' | Asistencia: 108 espectadores Árbitro(s): Nasrullo Kabirov | Asistencia: 108 espectadores Árbitro(s): Nasrullo Kabirov |

| 20 de junio | Vietnam | 0:4 (0:1) | Japón                                          | Estadio Rajamangala, Bangkok                      |                                                   |
| 17:00       |         | Reporte   | - Michiwaki 2' - Mochizuki 59', 74' - Sato 66' | Asistencia: 294 espectadores Árbitro(s): Ali Reda | Asistencia: 294 espectadores Árbitro(s): Ali Reda |

| 20 de junio | Uzbekistán | 1:0 (0:0) | India | Estadio Thammasat, Rangsit                          |                                                     |
| 19:00       | Reimov 81' | Reporte   |       | Asistencia: 98 espectadores Árbitro(s): Shen Yinhao | Asistencia: 98 espectadores Árbitro(s): Shen Yinhao |

| 23 de junio | Japón | 8:4 (3:0) | India                                                      | Estadio Rajamangala, Bangkok                              |                                                           |
| 19:00       | - Kawamura 13' - Nawata 41', 45' - Nagano 52' - Mochizuki 54' - Nakajima 74' - Yamaguchi 90+6' - Sugiura 90+8' | Reporte   | - Mukul 47' - Meetei 62' - Miyagawa 69' (a.g.) - Korou 79' | Asistencia: 274 espectadores Árbitro(s): Nasrullo Kabirov | Asistencia: 274 espectadores Árbitro(s): Nasrullo Kabirov |

| 23 de junio | Vietnam | 0:1 (0:1) | Uzbekistán    | Estadio Thammasat, Rangsit                              |                                                         |
| 19:00       |         | Reporte   | Shodiboev 23' | Asistencia: 149 espectadores Árbitro(s): Kim Jong-hyeok | Asistencia: 149 espectadores Árbitro(s): Kim Jong-hyeok |

## Segunda fase

### Cuadro de desarrollo
|  | Cuartos de final           | Cuartos de final      |                            |       | Semifinales | Semifinales |  |  | Final | Final |
|  |                            |                       |                            |       |             |             |  |  |       |       |
|  | 25 de junio – Pathum Thani |                       |                            |       |             |             |  |  |       |       |
|  |                            |                       |                            |       |             |             |  |  |       |       |
|  | Tailandia                  | 1                     |                            |       |             |             |  |  |       |       |
|  | Tailandia                  | 1                     | 29 de junio – Pathum Thani |       |             |             |  |  |       |       |
|  | Corea del Sur              | 4                     |                            |       |             |             |  |  |       |       |
|  | Corea del Sur              | 4                     | Corea del Sur              | 1     |             |             |  |  |       |       |
|  | 26 de junio – Pathum Thani |                       | Corea del Sur              | 1     |             |             |  |  |       |       |
|  |                            | Uzbekistán            | 0                          |       |             |             |  |  |       |       |
|  | Arabia Saudita             | Uzbekistán            | 0                          | 0     |             |             |  |  |       |       |
|  | Arabia Saudita             |                       | 2 de julio – Pathum Thani  | 0     |             |             |  |  |       |       |
|  | Uzbekistán                 | 2                     |                            |       |             |             |  |  |       |       |
|  | Uzbekistán                 | 2                     | Corea del Sur              | 0     |             |             |  |  |       |       |
|  | 25 de junio – Rangsit      |                       | Corea del Sur              | 0     |             |             |  |  |       |       |
|  |                            | Japón                 | 3                          |       |             |             |  |  |       |       |
|  | Irán                       | Japón                 | 3                          | 0 (4) |             |             |  |  |       |       |
|  | Irán                       | 29 de junio – Rangsit |                            | 0 (4) |             |             |  |  |       |       |
|  | Yemen                      | 0 (2)                 |                            |       |             |             |  |  |       |       |
|  | Yemen                      | 0 (2)                 | Irán                       | 0     |             |             |  |  |       |       |
|  | 26 de junio – Rangsit      |                       | Irán                       | 0     |             |             |  |  |       |       |
|  |                            | Japón                 | 3                          |       |             |             |  |  |       |       |
|  | Japón                      | Japón                 | 3                          | 3     |             |             |  |  |       |       |
|  | Japón                      |                       |                            | 3     |             |             |  |  |       |       |
|  | Australia                  | 1                     |                            |       |             |             |  |  |       |       |
|  | Australia                  | 1                     |                            |       |             |             |  |  |       |       |

Los horarios corresponden a la hora de Tailandia (UTC+7).

### Cuartos de final
| 25 de junio | Irán                                           | 0:0 (t. s.)(4:2 p.)        | Yemen                                          | Estadio Thammasat, Rangsit |                            |
| 17:00       |                                                | Reporte                    |                                                | Árbitro(s): Kim Jong-hyeok | Árbitro(s): Kim Jong-hyeok |
|             |                                                | Tiros desde el punto penal |                                                |                            |                            |
|             | - Aali - Nafari - Gholizadeh - Askari - Andraz |                            | - Al-Turaiqi - Al-Salami - Radman - Al-Khadher |                            |                            |

| 25 de junio | Tailandia         | 1:4 (1:2) | Corea del Sur                                                               | Estadio BG, Pathum Thani                              |                                                       |
| 21:00       | Buranajutanon 16' | Reporte   | - Kang Min-woo 4' - Kim Myung-jun 36' - Yun Do-young 69' - Kim Hyun-min 84' | Asistencia: 5840 espectadores Árbitro(s): Shen Yinhao | Asistencia: 5840 espectadores Árbitro(s): Shen Yinhao |

| 26 de junio | Japón                                      | 3:1 (2:0) | Australia     | Estadio Thammasat, Rangsit                                   |                                                              |
| 17:00       | - Nawata 10' - Michiwaki 23' - Takaoka 74' | Reporte   | Irankunda 62' | Asistencia: 457 espectadores Árbitro(s): Mongkolchai Pechsri | Asistencia: 457 espectadores Árbitro(s): Mongkolchai Pechsri |

| 26 de junio | Arabia Saudita | 0:2 (0:0) | Uzbekistán                              | Estadio BG, Pathum Thani                              |                                                       |
| 21:00       |                | Reporte   | - Al-Burayh 79' (a.g.) - Abdullayev 84' | Asistencia: 170 espectadores Árbitro(s): Ahmed Al-Ali | Asistencia: 170 espectadores Árbitro(s): Ahmed Al-Ali |

### Semifinales
| 29 de junio | Irán | 0:3 (0:2) | Japón                                 | Estadio Thammasat, Rangsit                                |                                                           |
| 17:00       |      | Reporte   | - Yada 10' - Mochizuki 25' - Sato 74' | Asistencia: 298 espectadores Árbitro(s): Nasrullo Kabirov | Asistencia: 298 espectadores Árbitro(s): Nasrullo Kabirov |

| 29 de junio | Corea del Sur   | 1:0 (1:0) | Uzbekistán | Estadio BG, Pathum Thani                                  |                                                           |
| 21:00       | Baek In-woo 31' | Reporte   |            | Asistencia: 496 espectadores Árbitro(s): Banerjee Pranjal | Asistencia: 496 espectadores Árbitro(s): Banerjee Pranjal |

### Final
| 2 de julio | Corea del Sur | 0:3 (0:1) | Japón                                 | Estadio BG, Pathum Thani        |                                 |
| 19:00      |               | Reporte   | - Nawata 45+1', 66' - Michiwaki 90+6' | Árbitro(s): Mongkolchai Pechsri | Árbitro(s): Mongkolchai Pechsri |

|                          |
| Bandera de Japón         |
| Campeón Japón 4.º título |

## Goleadores
5 goles
- Gaku Nawata

4 goles
- Kohei Mochizuki
- Yutaka Michiwaki
- Kim Myung-jun
- Yun Do-young

3 goles
- Nestory Irankunda
- Wang Yudong
- Baek In-woo

2 goles
| - Habibullah Hotak - Nathan Amanatidis - Esmaeil Gholizadeh - Kasra Taheri - Ryunosuke Sato - Dainei Disa | - Nawaf Al-Bishri - Talal Haji - Dutsadee Buranajutanon - Chanothai Kongmeng - Adel Abbas - Anwar Al Turaiqi |

Un gol
| - Hakim Niazi - Daniel Bennie - Giovanni De Abreu - Mitchell Glasson - Kuai Jiwen - Danny Metei - Mukul Panwar - Korou Singh - Malemngamba Singh - Nima Andarz - Reza Ghandipour - Hesam Nafari - Mahan Sadeghi - Gakuto Kawamura | - Shuto Nagano - Yotaro Nakajima - Shungo Sugiura - Rento Takaoka - Ryonusuke Yada - Gota Yamaguchi - Sayfon Keohanam - Phousomboun Panyavong - Peter Phanthavong - Khalid Al-Shaaibi - Nasser Babiker - Nawaf Al-Jaadani - Mohammed Al-Muwallad - Ammar Al-Yahebi | - Kang Min-woo - Kim Hyun-min - Lim Hyun-sub - Masrur Gafurov - Chanasorn Choklap - Pacharaphol Lekkun - Tanakrit Lomnak - Dilshod Abdullaev - Mukhammadali Reimov - Amir Saidov - Shodiyor Shodiboev - Lê Đình Long Vũ - Abdulrahman Al Khader |

Autogoles
| - Mansoor Noorzai (contra Corea del Sur) - Daiki Miyagawa (contra India) | - Adib Ibrahim (contra Yemen) - Mahmoud Essa Al-Burayah (contra Uzbekistán) |

## Clasificados a la Copa Mundial de Fútbol Sub-17 de 2023
Los siguientes 5 equipos se clasificaron para el torneo juvenil de la FIFA, incluyendo al anfitrión Indonesia.
| Equipo        | Fecha               | Apariciones previas                                      |
| ------------- | ------------------- | -------------------------------------------------------- |
| Indonesia     | 23 de junio de 2023 | Debut en 2023                                            |
| Irán          | 25 de junio de 2023 | 4 (2001, 2009, 2013, 2017)                               |
| Corea del Sur | 25 de junio de 2023 | 6 (1987, 2003, 2007, 2009, 2015, 2019)                   |
| Japón         | 26 de junio de 2023 | 9 (1993, 1995, 2001, 2007, 2009, 2011, 2013, 2017, 2019) |
| Uzbekistán    | 26 de junio de 2023 | 2 (2011, 2013)                                           |